# Encores (album de Charles Aznavour)
 (janvier 2022).
La mise en forme du texte ne suit pas les recommandations de Wikipédia : il faut le « wikifier ».
Les points d'amélioration suivants sont les cas les plus fréquents :
- Les titres sont pré-formatés par le logiciel. Ils ne sont ni en capitales, ni en gras.
- Le texte ne doit pas être écrit en capitales (les noms de famille non plus), ni en gras, ni en italique, ni en « petit »…
- Le gras n'est utilisé que pour surligner le titre de l'article dans l'introduction, une seule fois.
- L'italique est rarement utilisé : mots en langue étrangère, titres d'œuvres, noms de bateaux, etc.
- Les citations ne sont pas en italique mais en corps de texte normal. Elles sont entourées par des guillemets français : « et ».
- Les listes à puces sont à éviter, des paragraphes rédigés étant largement préférés. Les tableaux sont à réserver à la présentation de données structurées (résultats, etc.).
- Les appels de note de bas de page (petits chiffres en exposant, introduits par l'outil «  Source ») sont à placer entre la fin de phrase et le point final[comme ça].
- Les liens internes (vers d'autres articles de Wikipédia) sont à choisir avec parcimonie. Créez des liens vers des articles approfondissant le sujet. Les termes génériques sans rapport avec le sujet sont à éviter, ainsi que les répétitions de liens vers un même terme.
- Les liens externes sont à placer uniquement dans une section « Liens externes », à la fin de l'article. Ces liens sont à choisir avec parcimonie suivant les règles définies. Si un lien sert de source à l'article, son insertion dans le texte est à faire par les notes de bas de page.
- La présentation des références doit suivre les conventions bibliographiques. Il est recommandé d'utiliser les modèles {{Ouvrage}}, {{Chapitre}}, {{Article}}, {{Lien web}} et/ou {{Bibliographie}}. Le mode d'édition visuel peut mettre en forme automatiquement les références.
- Insérer une infobox (cadre d'informations à droite) n'est pas obligatoire pour parachever la mise en page.

Pour une aide détaillée, merci de consulter Aide:Wikification.
Si vous pensez que ces points ont été résolus, vous pouvez retirer ce bandeau et améliorer la mise en forme d'un autre article.
 (janvier 2022).
Pour les articles homonymes, voir Encores (homonymie).
Albums de Charles Aznavour
Aznavour toujours
(2011)
Encores est le 51e album studio de Charles Aznavour. Il est sorti le 4 mai 2015 chez les Disques Barclay,. Il se compose de 12 titres. 
Encores est le dernier album studio sorti du vivant de Charles Aznavour, décédé le 1er octobre 2018. 

## Liste des chansons
Composé de 12 titres, l'album a une durée totale de 46 minutes 15. 
| No  | Titre                                          | Durée |
| --- | ---------------------------------------------- | ----- |
| 1.  | Avec un brin de nostalgie                      | 3:14  |
| 2.  | Ma vie sans toi                                | 3:08  |
| 3.  | Les petits pains au chocolat                   | 4:29  |
| 4.  | T'aimer                                        | 4:05  |
| 5.  | Des ténèbres à la lumière                      | 3:20  |
| 6.  | Et moi je reste là                             | 4:34  |
| 7.  | Mon amour je porte en moi                      | 2:22  |
| 8.  | Chez Fanny                                     | 4:25  |
| 9.  | Sonnez les cloches                             | 4:23  |
| 10. | La maison rose                                 | 5:35  |
| 11. | De la Môme à Édith                             | 3:15  |
| 12. | You've Got To Learn (avec Benjamin Clementine) | 3:21  |

## Analyse
Les chansons présentes dans cet album sont relativement nostalgiques. Nous pouvons prendre exemple sur la chanson emblématique de l'album Avec un brin de nostalgie. Il y fait notamment référence à sa période jazz lorsqu'il formait un duo avec Pierre Roche.
Avec un brin de nostalgie 
Je nourris mon ancien pick up
De vinyles que j'avais acquis
Dans mes folles années Bebop
Il profite de cet album nostalgique pour rendre un dernier hommage à Edith Piaf avec qui il a passé une partie de sa jeunesse dans le morceau De la môme à Edith. 
Il y évoque également sa propre mort dans Et moi je reste là.
Et moi je reste là 
Avec mes mains caleuses
Sachant que la faucheuse
Ne me ratera pas
Elle viendra la gueuse
Un matin me chercher
Dans ma vieille vareuse usée

## Equipe artistique
- Interprète, compositeur et parolier : Charles Aznavour
- Production : Marc Di Domenico
- Assistante de production : Agate Fonteneau
- Direction artistique : Mischa Aznavour et Marc Di Domenico
- Ingénieur du son et mixeur : Bruno Ehlinger
- Arrangements : Jean-Pascal Beintus et Sylvain Morizet
- Direction d'orchestre : Sylvain Morizet
- Ingénieur mastering : Raphael Jonin

- Piano: Erik Berchot
- Basse : Laurent Vernerey
- Batterie : Régis Ceccarelli
- Guitare : Dominique Cravic
- Violon 1 : Zorica Stanojevic
- Violon 2 : Marc Lemaire
- Alto : Hélène Malle
- Violoncelle : Caroline Glory
- Trompette : Michel Delakian
- Trombone : Daniel Zimmermann
- Flute & Saxophone : Hervé Meschinet de Richemond
- Accordéon : Roland Romanelli